# Ignacio Fideleff
Ignacio Fideleff est un footballeur argentin, né le 4 juillet 1989 à Rosario en Argentine, qui joue au poste de défenseur.

## Carrière
Le 31 août 2011, il est transféré au SSC Napoli pour un montant de 2,2 millions d'euros.

## Palmarès
- SSC Naples :
  - Vainqueur de la Coupe d'Italie en 2012.
- Maccabi Tel Aviv :
  - Vainqueur du championnat d'Israël 2012-2013.